# 拉比林托維耶群島

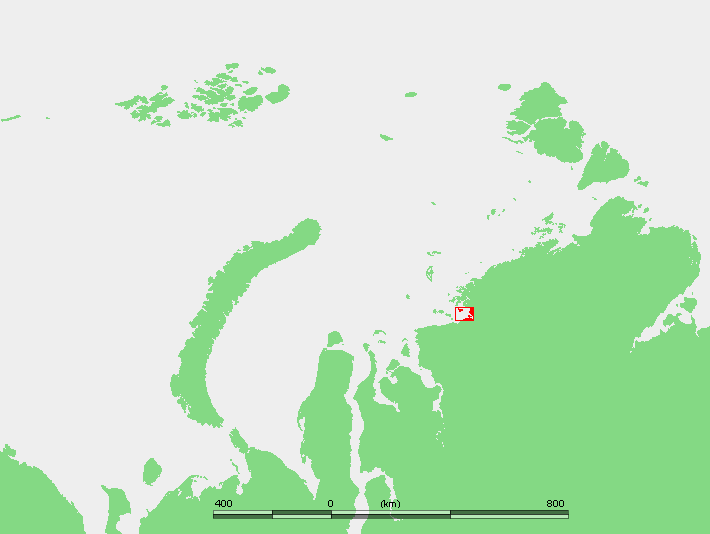

拉比林托維耶群島是俄羅斯的群島，由超過30個島嶼組成，位於喀拉海皮亞西納灣，行政方面由克拉斯諾亞爾斯克邊疆區負責管轄，受北極氣候影響，島上無人居住。
74°16′N 85°32′E / 74.267°N 85.533°E